# Pseudonapomyza justiciae
Pseudonapomyza justiciae är en tvåvingeart som beskrevs av Spencer 1990. Pseudonapomyza justiciae ingår i släktet Pseudonapomyza och familjen minerarflugor.
Artens utbredningsområde är Kenya. Inga underarter finns listade i Catalogue of Life.